# Phare de Capão da Canoa
Le phare de Capão da Canoa (en portugais : Farol de Capão da Canoa) est un phare situé à Capão da Canoa, dans l'État de Rio Grande do Sul - (Brésil). 
Ce phare est la propriété de la Marine brésilienne  et il est géré par le Centro de Sinalização Náutica e Reparos Almirante Moraes Rego (CAMR) au sein de la Direction de l'Hydrographie et de la Navigation (DHN).

## Histoire
Le premier phare a été édifié en 1930, à environ 45 km au sud-ouest de Torres. C'était une tour carrée de 16 m. Le phare actuel est une tour carrée de 24 m de haut, avec galerie et lanterne. Il est peint en blanc avec sept bandes noires horizontales. Il est localisé près de la plage. Il émet, à une hauteur focale de 27 m, deux éclats blancs toutes les 10 secondes.
Identifiant : ARLHS : BRA021 ; BR3976 - Amirauté : G0606 - NGA :18932 .
|          |
| Le phare |

### Lien connexe
- Liste des phares du Brésil